# دومین محاصره اولسان
دومین محاصره اولسان (انگلیسی: Second Siege of Ulsan) یکی از نبردهای تهاجم ژاپن به کره بود.